# 玉山黃菀
（學名：Senecio morrisonensis）为菊科千里光属的植物，为台灣特有植物。分布在台湾海拔2,500米至3,300米的地区，见于林下以及多石河床，目前尚未由人工引种栽培，由於只生長在高山，所以取名為玉山千里光。

## 异名
- Senecio morrisonensis Hayata var. dentata Kitamura